# Verbier

Verbier em 1966.

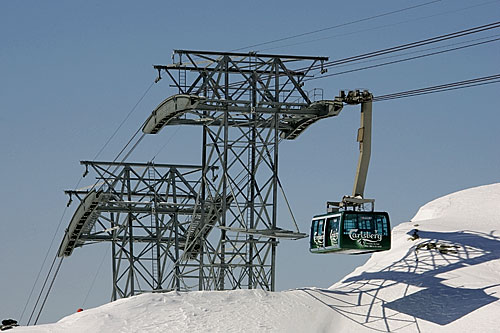
teleférico que atende a estação de esqui.

Verbier é uma aldeia, localizada na comuna de Bagnes, cantão de Valais, na Suíça.

## Atrações
O local é uma estação de esqui, abrigando também o Festival de Verbier.

## Tour de France

### Chegadas
- 2009 :  Alberto Contador[5]

## Ligação externa
- «Sítio oficial»
- Le site officiel de l'exploitant des remontées mécaniques. (em francês)
- Verbier sur le site de l'office du tourisme suisse. (em francês)
- Verbier sur le site Bergfex. (em francês)